# Hyles robertsi
Hyles robertsi is een vlinder uit de familie van de pijlstaarten (Sphingidae). De wetenschappelijke naam van de soort werd in 1880 gepubliceerd door Arthur Gardiner Butler.